# Geographisches Objekt
Geographisches Objekt bezeichnet in der Geographie eine auf der Erde früher oder heute vorhandene Lokalität, welche mittels Geodaten eindeutig referenzierbar ist, also ein topographisches Objekt auf der Erdoberfläche. Die EN ISO 19110 beschreibt geographische Objekte als „Erscheinungen der realen Welt, die einen Bezug zur Erde (Raumbezug) haben, und über die Daten gesammelt, gepflegt und an Nutzer abgegeben werden“.
Im Gegensatz zum geographischen Objekt, das ein Phänomen in der Realität ist, wird unter Geoobjekt in der Geoinformatik die elementare Einheit in einem Geoinformationssystem verstanden, die das Abbild einer konkreten Einheit auf der Erde darstellt, also das Abbild eines geographischen Objektes. Entsprechend ist ein geographisches Objekt in der Geoinformatik definiert als „benutzerdefiniertes raumbezogenes Phänomen, das modelliert oder dargestellt werden kann“.